# Obchod a řemesla ve středověkých a novověkých Košicích
Tento článek pojednává o řemeslech ve městě Košice v období středověku a raného novověku (do 18. století). Řemeslům se kromě Němců věnovali i chudší slovenští a maďarští obyvatelé města. Ve středověku byly Košice nejvýznamnějším střediskem řemeslnické výroby na území Slovenska a po Budíně druhým v Uhersku. V období největšího rozmachu na přelomu 15. a 16. století tvořili košičtí řemeslníci 29 % obyvatelstva města, resp. 54 % daňových poplatníků sdružených až v devatenácti ceších a zhruba 250 až 300 různých řemeslnických dílnách.

## Košická řemesla ve středověku

### Nejstarší zmínka o cechu v Uhersku - košičtí kožešníci
Spolu s košickým dálkovým obchodem se rozvíjela v městském prostředí výroba zboží. Exkluzivní komoditou, kterou košičtí kupci prodávali na evropských trzích, byly kožešiny a kůže. Kožešnictví bylo nejvyvinutějším košickým řemeslem, o čemž svědčí, že si pravděpodobně nechali své stanovy potvrdit městskou radou v roce 1307. Tím se řemeslo zorganizovalo do cechu. Jde tak o nejstarší potvrzení cechu v celém Uhersku. Stanovy upravovaly koupi a prodej jednotlivých druhů kožešin a kontrolu kvality výroby. Zakazovaly zpracování kůží každému, kdo nebyl členem cechu.

### Kovozpracující řemesla
Nejvíce košických řemeslníků pracovalo v kovozpracujících oborech až s 23 specializacemi. Už v posledním desetiletí 14. století zde působily až 4 zvonolijecké rodiny. V 15. století lily zvony i slévárny bronzu, kterých bylo deset. Od roku 1444 jsou zmiňováni i mistři odlévání děl. Jejich výrobky si objednal král Matyáš Korvín v letech 1461 a 1484. Významní byli i košičtí platnéři, mečíři, výrobci luků, kuší a šípů. Výrobky košických zlatníků si také objednával budínský dvůr. Jméno Zlatník se často objevovalo i v seznamu košických starostů nebo senátorů.

### Monopol na výrobu barchetu
Král Zikmund Lucemburský byl znám svou podporou královských měst, z nichž druhým nejvýznamnějším v Uhersku byly právě Košice. Za jejich soustavnou materiální a finanční pomoc v jeho častých vojenských konfliktech se jim král odměnil zvláštním privilegiem, které mělo z Košic udělat celouherské centrum výroby barchetu. Monopol na jeho výrobu a výkup materiálu byl městu udělen v roce 1411.
Barchet byla bavlněná tkanina, z níž se šilo spodní a ložní prádlo, ale i ubrusy. Košičtí výrobci kromě samotné bavlny, která se dovážela z Afriky a Malé Asie, přidávali do barchetu i vlnovou a lněnou přízi. Podle privilegia se měli do města přestěhovat všichni výrobci tohoto luxusního zboží i se svými nástroji. Speciálně se toto nařízení zaslalo městům Budín, Bratislava, Trnava, Stoličný Bělehrad a Sibiu. Košičtí barchetáři se osvobodili od placení třicátku, a aby se zvýraznil jejich profit, bylo zakázáno barchet dovážet ze zahraničí. Přesto, že král privilegium později několikrát potvrdil a vydal k němu osm dalších listin, nebylo ostatními městy dodržováno. Samotné Košice neměly ani možnost dodržování monopolu kontrolovat nebo si ho vynucovat. V této souvislosti je třeba zmínit, že podobný monopol na bělení plátna v Uhersku sdíleli Košice spolu s Bardejovem.

### Ostatní řemesla
V Uhersku neexistovalo řemeslo, které by v Košicích nebylo zastoupeno. Z ostatních řemesel měla početná zastoupení dřevozpracující (truhláři, tesaři, šindeláři) a potravinářské (pivovarníci,  rybáři,  šrotaři, mlynáři). Mnohá z nich se organizovala do cechů až v 16. století. Bohoslužebná roucha zhotovovali vyšívači hedvábím. Z 15. století se dochovaly údaje o čtyřech, dva z nich upevňovali do rouch i perly. Dobré jméno měli košičtí malíři, kteří vymalovali okna premonstrátského kostela kláštera v Lelesu, řezbáři a kameníci. Kameníka Mikuláše si dokonce povolal v roce 1412 Zikmund Lucemburský na hrad Vyšehrad. V roce 1476 královský dvůr objednal na svatbu krále Matyáše Korvína s Beatrix Neapolskou od měďařských a železářských mistrů kuchyňského nádobí 200 kotlů, z nichž 10 mělo být tak velkých, aby v jednom bylo možné uvařit dva voly, a 20 takových, co by se ve dvou uvařil jeden vůl. Kromě toho požadoval i kastroly, šerpíky, pekáče, lžíce, nože atd.

### Košická řemesla organizována v cechy
Většina rozvinutých řemesel se organizovala do cechů. Potřebu potvrdit si stanovy měla řemesla zejména v 2. polovině 15. století. Mnohá řemesla však existovala bez jakýchkoliv potvrzení nebo fungovala vedle příbuzných cechovních řemesel. Původně se cechy organizovaly zpravidla jako bratrstva kolem oltáře některého světce v dómu svaté Alžběty. Prestižní záležitostí nejbohatších cechů byla odpovědnost za obranu jedné z věží košického městského opevnění. Podle cechu pak byla i věž nazývána (kovářská, koželužská, zámečnická, bednářská, kolářská, řeznická, hrnčířská, provaznicko-pugilárská, obuvnická).
V košických řemeslech byl ve středověku rozšířený systém tzv. majstrštychů - mistrovských kusů, které byly většinou velmi nákladné a náročné na zhotovení. Šlo o specializovaná díla, které sloužila jako vrcholná díla. Tkalci zhotovovali oděv pro sedláka k pluhu, pro kněze k oltáři, pro rytíře do pole, pro pannu do tance, a to vše podle místních zvyků a módy.
Na přelomu 15. a 16. století byla v ceších organizována následující řemesla, jejichž potvrzení stanov se zachovalo:
| - kožešníci -1307, zachován popis z roku 1448 - tkalci -1400, 1429 - barchetáři -1411 monopol v Uhersku, stanovy zachovány z 1461 - vačkáři, taškáři, opaskáři -1439 - kupci (cech) -1446 - řemenáři -1450, 1470 - řezníci -1452 |  | - koláři, soustružníci, truhláři -1459 - sedláři -1461 - střihači látek -1461 - krejčí -1461 - koželuzi -1467, 1482 - ševci -1480 |

Cechy byla i ta řemesla, jejichž stanovy se nedochovaly, ale zmiňují je jiné prameny:
- kupci - maloobchodníci nepřipuštění do gildy, resp. cechu košických kupců, první zmínka 1487
- zbrojíři -1459
- olejníci -1514

Z roku 1517 se zachovaly zápisy o volbách představenstev cechů. K onomu roku jich evidovali v Košicích 19:
| - kováři - zámečníci a mečíři - zlatníci a malíři - cínaři a opaskáři - koláři |  | - bednáři - štítaři a sedláři - kožešníci - koželuzi - ševci |  | - řemenáři - houňaři - soukeníci a kloboukáři - krejčí - hrnčíři |  | - řezníci - sládkové - olejáři - holiči a lázeňští |

Pro srovnání ve středověké Bratislavě fungovalo 6 cechů, v Prešově 9 a v Bardejově 7 - 10 cechů.

### Cech tovaryšů tkalcovského řemesla
Zvláštní kapitolu představuje cech tovaryšů tkalcovského řemesla. Stanovy cechu tovaryšů byly potvrzeny již v roce 1429 a jsou tedy starší než cech mistrů samotný. 
Na čele cechu stáli dva starší tovaryši, jednoho z nich volili mistři. Ten musel být ženatý. Druhého svobodného si mezi sebou zvolili sami tovaryši. Stanovy nedovolovaly tovaryšům opustit mistry před vypršením určité výpovědní lhůty. Do města se mohli vrátit až po čtvrtletí.

## Košická řemesla v raném novověku

### Metropolitní cechy
V souvislosti s poklesem dálkového obchodu vzrostl význam domácích trhů. Vůči konkurenci ze zahraničí, ale i z ostatního území Uherska, se hornouherská města chránila bližším přilnutím pod ochranu k metropoli - Košicím. Cechy existující v okolních městech si nechávaly potvrdit nové stanovy, které z nich dělaly filiálky košických metropolitních cechů. To jim umožňovalo stavět stánky spolu s košickými na různých jarmarcích a trzích. Metropolitní cech svolával i porady řemeslníků celé provincie. Důležitou roli v řízení hospodářské politiky oblasti zastávala rada pěti míst Pentapolitany.

### Košické cechy v 16. a 17. století
Ke středověkým cechům přibyly v 16. století v Košicích tyto cechy:
| - provazníci - mečíři - koželuzi - zedníci |  | - kameníci - hrnčíři - mědikovci - sedláři |  | - obuvníci - kováři - zlatníci. |

V 17. století i cechy:
| - cinařů - kloboučníků - německých zámečníků (puškaři, hodináři) - truhlářů a sklenářů - nožířů |  | - tesařů - knoflíkářů - vyšívačů zlatem - míškářů - knihařů - bílých pekařů (1703) |

Ke konci 17. století ve městě stále fungují různí řemeslníci, ale kvůli daním a vojenskému řádění byli v zuboženém stavu. Stejný počet cechů jako v Košicích, třicet, měla i Levoča, jednoznačně vedoucí postavení v Uhersku mělo dočasné hlavní město Bratislava s 45 cechy.

### Úpadek a obnova řemesel v 18. století
Po skončení povstání Františka II. Rákociho na počátku 18. století bylo město natolik hospodářsky zdevastované, že v něm evidovali méně řemeslníků než v Prešově nebo Kežmarku. V roce 1720 bylo ve městě pouze 131 řemeslnických dílen (v Bratislavě jich bylo 273). Žádné řemeslo nemělo dominující postavení a výroba pro trh byla minimální. Škála řemesel zde byla navzdory malému počtu řemeslníků stále široká. V průběhu 18. století se však hospodářský život ve městě prudce rozvíjel a v roce 1777 již počet řemeslnických dílen dosáhl 314. Z počtu nově přijatých řemeslníků v letech 1736-1790 pocházelo 76,4 % z Uher, zbytek z českých a rakouských zemí a západní Evropy. Na jednoho mistra připadalo 1,3 tovaryše, což byl nejvyšší průměr na území Slovenska po Bratislavě (2), Komárně (1,7) a Banské Štiavnici (1,4). Nejrozvinutějšími řemesly v 18. století byly obuvnictví, koželužství, krejčovství, řeznictví a hrnčířství.
Statuty košických novověkých cechů byly psány v němčině, a to až u poloviny z nich. Zbytek si dělila latina s maďarštinou. V Košicích byl znát příliv maďarských řemeslníků, ale nelze vyloučit, že by v ceších nepracovali i Slováci, kteří měli v jiných slovenských městech své slovenské písemné statuty.
Počet řemeslníků ve městě v poměru k počtu obyvatel byl vysoký, což později pozitivně působilo při vzniku prvních košických manufaktur v 90. letech 18. století. Cechovní regule se stále více stávaly překážkou svobodnému podnikání. V roce 1813 byly jejich stanovy liberalizovány a v této podobě existovaly cechy až do svého zrušení v roce 1872.